# فولتا كاتالونيا 1952
فولتا كاتالونيا 1952 (بالإسبانية: Volta a Cataluña 1952)‏ هو سباق دراجات هوائية، وهو الموسم رقم 32 من السباق، وأقيم خلال الفترة 7 سبتمبر 1952، وحتى 14 سبتمبر 1952.
فاز فيه بالمركز الأول  ميغيل بوليت، وبالمركز الثاني  أدولفو غروسو، وبالمركز الثالث  خوسيه سيرا جيل.

## الفائزون
| الترتيب | الفائز         |
| ------- | -------------- |
| الفائز  | ميغيل بوليت    |
| الثاني  | أدولفو غروسو   |
| الثالث  | خوسيه سيرا جيل |